# Castelo de Cambiac

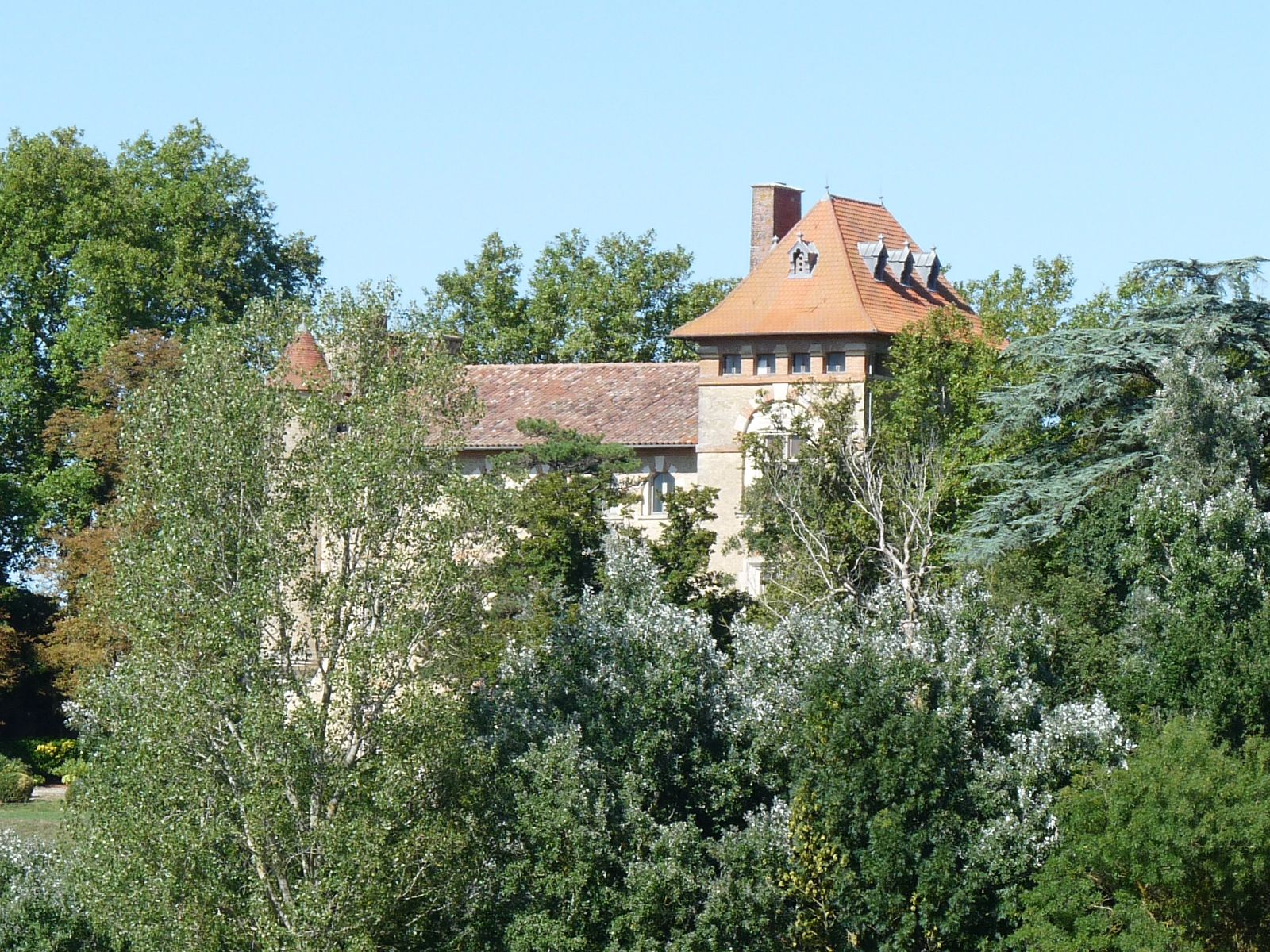
Castelo de Cambiac, Haute-Garonne, França

O Castelo de Cambiac é um castelo do século XV na comuna de Cambiac no Haute-Garonne, na França.
Originalmente uma vasta residência do século XV, foi provavelmente construída sobre as fundações de uma estrutura anterior. Foi entregue ao sieur Milhau, condestável de Montauban, por Marguerite de Navarre.
No final do século XIX, grandes trabalhos de restauro deram ao castelo um piso suplementar e um pavilhão. Um estilo Louis XII foi incorporado por dentro e por fora da estrutura.
Uma propriedade privada, está classificado desde 2001 como monumento histórico pelo Ministério da Cultura da França.